# 템펠-터틀 혜성
템펠-터틀 혜성(공식 명칭 :  55P/Tempel–Tuttle)은 33년의 공전 주기를 가지는 주기 혜성이다. 이 혜성은 20년에서 200년 사이의 공전 주기를 가진 핼리형 혜성의 고전적 정의에 들어 맞는다. 또한 혜성은 1865년 12월 19일에 독일의 천문학자인 빌헬름 템펠(Wilhelm Tempel)에 의해 처음 발견되었으며, 1년 후인 1866년 1월 6일에 미국의 천문학자인 호레이스 터틀(Horace Tuttle)에 의해 다시 발견되었다.
1. ↑  Seiichi Yoshida (2005년 12월 12일). “55P/Tempel-Tuttle”. Seiichi Yoshida's Comet Catalog. 2012년 2월 18일에 확인함.
2. ↑  “55P/Tempel-Tuttle Orbit”. Minor Planet Center. 2014년 6월 16일에 확인함.
3. ↑  “JPL Small-Body Database Browser: 55P/Tempel–Tuttle” (last observation: 1998-07-05). Jet Propulsion Laboratory. 2017년 2월 2일에 원본 문서에서 보존된 문서.